# GISM
GISM (ギズム, Gizumu), stylisé G.I.S.M., est un groupe de punk hardcore japonais, originaire de Tokyo. Bien que son style de guitare ressemble à du heavy metal dans bon nombre d'aspects, GISM est l'un des premiers groupes de punk hardcore japonais.
L'acronyme GISM possède différentes variations ; elles incluent : Guerrilla Incendiary Sabotage Mutineer, God In the Schizoid Mind, General Imperialism Social Murder, Genocide Infanticide Suicide Menticide, Gay Individual Social Mean, Gothic Incest Sex Machine, Gore Impromptu Suicide Mine et Gnostic Idiosyncrasy Sonic Militant. Le label Roadrunner Records classe Sakevi Yokoyama 49e de son top 50 des « meilleurs chanteurs de metal de tous les temps ».

## Biographie
GISM joue son premier concert en 1981 à l'Université de Tokyo. En 1983, ils participent à la compilation Great Punk Hits. En 1984, GISM publie son premier album intitulé, Detestation, au label Dogma Records.
M.A.N., ou Military Affairs Neurotic, est publié en 1987 au label Beast Arts Records. L'album diffère de Detestation et se caractérise par un style de heavy metal plus lent comparé au punk hardcore de son prédécesseur.
GISM publie son dernier album en format compact disc intitulé SoniCRIME TheRapy, en 2001. Le groupe fait participer Kiichi Takahashi à la basse et Ironfist Tatsushima à la batterie. Le guitariste Randy Uchida meurt d'un cancer le 10 février 2001, peu après la sortie de l'album. GISM joue deux concerts à Tokyo en hommage à Randy Uchida, puis se sépare. En 2002, GISM fait la couverture de Burst Magazine (49e volet), un magazine japonais underground.
GISM revient et joue aux Pays-Bas le 15 avril 2016 à l'événement Roadburn de Lee Dorian. Il s'agit de leur première apparition depuis leur 13 ans d'absence.

## Projets parallèles
Sakevi Yokoyama continue dans le domaine de l'art du collage avec sa propre marque de vêtements, stlTH. En 1987, il fait une apparition dans le film japonais Robinson's Garden dan lequel il attaque un rastafarien enseignant la spiritualité à des enfants. En 2004, Sakevi publie un album solo intitulé The War sous le nom de S.K.V.. En 2006, il réalise la couverture de l'album Totalitarian Sodomy de World Burns to Death.
Kiichi Takahashi (le bassiste) est chanteur du groupe de heavy metal Sabbrabells. Cloudy (le premier bassiste) joue de la basse pour le groupe Front Guerrilla. Ironfist Tatushima (le batteur) continue de jouer dans les groupes Die You Bastard! et Crow pour lesquels il jouait avant GISM.

## Discographie

### Albums studio
- 1983 : Detestation (Dogma Records)
- 1987 : M.A.N. (Military Affairs Neurotic) (Beast Arts)
- 2002 : SoniCRIME TheRapy (Beast Arts)

### Compilations
- 1982 : Outsider (City Rocker) ; morceaux : Incest, Gash, Bite, Snatch, AAHB
- 1983 : Great Punk Hits (Japan Records) ; morceaux : Death Exclamations, Fire
- 1984 : Hardcore Unlawful Assembly (AA records) ; morceaux : Still Alive, Nervous Corps
- 1984 : International P.E.A.C.E. Benefit Compilation (R Radical records) ; morceaux : Endless Blockads for the Pussyfooter
- 1985 : The Punx (JICC) ; morceaux : Shoot to Kill (for epileptic soldier), GISM[12]
- 2015 : Determination (Beast Arts)

### Clips
- 1985 : Performance (Beast Arts)
- 1986 : BOOTLEG 1986 (Beast Arts)
- 1995 : Gay Individual Social Mean - Subj and Egos, Chopped (Beast Arts)
- 2002 : +R, Regicide Reverberation (Beast Arts)